# Trent's Last Case (pel·lícula de 1929)
Trent's Last Case és una pel·lícula de detectius estatunidenca del 1929 dirigida per Howard Hawks i protagonitzada per Raymond Griffith, Marceline Day, Raymond Hatton i Donald Crisp. Va ser llançada per Fox Film Corporation. La pel·lícula es va estrenar en una versió muda i una versió sonora, amb la versió sonora amb seqüències parlants, una partitura musical sincronitzada i efectes de so.
La pel·lícula està basada en la novel·la de 1913 Trent's Last Case de l'escriptor britànic E. C. Bentley. Una versió anterior protagonitzada per Clive Brook va ser filmada al Regne Unit el 1920 i estrenada per Stoll Film Company.

## Premissa
Un important financer és trobat mort a casa seva, el que porta el detectiu aficionat Philip Trent a investigar el cas.

## Repartiment
- Raymond Griffith com a Philip Trent
- Marceline Day com a Evelyn Manderson
- Raymond Hatton com a Joshua Cupples
- Donald Crisp com a Sigsbee Manderson
- Lawrence Gray com a Jack Marlowe
- Nicholas Soussanin com a Martin
- Anita Garvin com a Ottilie Dunois
- Edgar Kennedy com a inspector Murch

## Estat de conservació
Segons Silent Era, n'existeix una impressió. La Biblioteca del Congrés té una impressió incompleta.